# 30. maj
30. maj er dag 150 i året i den gregorianske kalender (dag 151 i skudår). Der er 215 dage tilbage af året.
Vigands dag. Vigand er formentlig identisk med den hellige Venantius af Arles, der dør omkring år 370.

### Begivenheder
Født - Dødsfald
- 1431 - Jeanne d'Arc bliver brændt på bålet i Rouen efter at være blevet dømt som heks og kætter.
- 1492 - Kong Hans stadfæster magistratens ret til at kræve et pund peber af enhver udenlandsk kræmmer, som slår sig ned i København. Kræmmerne skal leve ugifte - som "pebersvende".
- 1498 - Columbus tager af sted med 6 skibe på sin 3. rejse til Amerika.
- 1536 - Henrik 8. af England gifter sig med Jane Seymour, en kammerpige til hans to første hustruer, kun 11 dage efter henrettelsen af hans tidligere hustru, Anne Boleyn.
- 1574 - Henrik 3. bliver konge af Frankrig.
- 1842 - Mordforsøg på dronning Victoria af John Francis.
- 1879 - New Yorks "Gilmores Garden" bliver omdøbt til Madison Square Garden af William Vanderbilt og bliver åbnet for publikum på 26th Street og Madison Avenue.
- 1913 - I London underskrives fredstraktaten efter Balkankrigene.
- 1934 - Nazisterne i Tyskland indleder retssager mod påståede kommunister.
- 1935 - Pakistan rammes af alvorlige jordskælv.
- 1942 - RAF indleder første luftangreb på Tyskland, der indsættes mere end 1.000 fly. Det primære mål er Köln.
- 1943 - Dronning Alexandrines Bro mellem Sjælland og Møn indvies.
- 1945 - Folketinget genindfører dødsstraf for forbrydelser under besættelsen.
- 1946 - Brødrationering begynder i England.
- 1961 - Danmark får 21 års valgret efter folkeafstemning.
- 1967 - Den nigerianske stat Biafra erklærer sig selvstændigt, hvilket starter en tre år lang borgerkrig.
- 1969 - Folketinget ophæver straffelovens forbud mod pornografiske billeder.
- 1971 - Mariner 9, første rumfartøj der går i kredsløb om en planet (Mars), opsendes.
- 1975 - ESA, den europæiske rumorganisation, oprettes
- 1978 - Dronning Margrethe indvier den 1683 m lange Sallingsundbro mellem Mors og Salling.
- 1982 - Spanien bliver det 16. medlem af NATO.
- 1986 - Folketinget vedtager lov om TV 2 med virkning fra januar 1988.
- 1989 - Sangeren Cliff Richard udsender single nummer 100.
- 1989   - Under demonstrationerne på Den Himmelske Freds Plads opstiller studenterne en statue kaldet Demokratiets Gudinde.
- 1997 - Et bredt flertal i Folketinget tilslutter sig Schengen-samarbejdet, som Danmark var medunderskriver af i december 1996.
- 1998 - Pakistan gennemfører to atombombesprængninger.
- 1998   - MTV Movie Awards 1998 afholdes i Santa Monica, Californien.
- 2001 - København får under omfattende sikkerhedsforanstaltninger besøg af forfatteren Salman Rushdie.

### Født
- 1220 - Alexander Nevski, russisk leder (død 1263).
- 1672 - Peter den Store, russisk zar (død 1725).
- 1814 - Mikhail Bakunin, russisk revolutionær (død 1876).
- 1820 - Hans Brøchner, dansk filosof (død 1875).
- 1846 - Peter Fabergé, russisk juveler (død 1920).
- 1887 - Emil Reesen, dansk komponist og kapelmester (død 1964).
- 1889 - Anker Engelund, dansk ingeniør, professor og rektor (død 1961).
- 1896 - Howard Hawks, amerikansk filminstruktør og manuskriptforfatter (død 1977).
- 1909 - Benny Goodman, amerikansk musiker og bandleader (død 1986).
- 1912 - Joseph Stein, amerikansk manuskriptforfatter (død 2010).
- 1912   - Julius Axelrod, amerikansk biokemiker (død 2004).
- 1915 - Richard Willerslev, dansk erhvervshistoriker (død 1995)
- 1928 - Agnès Varda, fransk filminstruktør (død 2019).
- 1934 - Aleksej Leonov, russisk kosmonaut (død 2019).
- 1941 - Grethe Rostbøll, dansk mag.art. samt tidligere folketingsmedlem og minister (død 2021).
- 1946 - Jens Smærup Sørensen, dansk forfatter.
- 1948 - Catherine Hakim, britisk sociolog.
- 1950 - Poul Martin Grønnegaard, dansk jazzmusiker.
- 1950   - Sten Ziegler, dansk fodboldspiller.
- 1951 - Søren Spanning, dansk skuespiller (død 2020).
- 1955 - Brian Kobilka, amerikansk fysiolog og nobelprismodtager.
- 1957 - Maria Grønlykke, dansk forfatter og jurist.
- 1957   - Per Høyer, dansk operasanger.
- 1958 - Marie Fredriksson, svensk sanger i Roxette (død 2019).
- 1959 - Palle Granhøj, dansk koreograf.
- 1962 - Pia Juul, dansk forfatter.
- 1964 - Tom Morello, amerikansk guitarist
- 1966 - Thomas Hässler, tysk fodboldspiller.
- 1980 - Steven Gerrard, engelsk fodboldspiller.
- 1981 - Lars Møller Madsen, dansk håndboldspiller.

### Dødsfald
- 1431 - Jeanne d'Arc, fransk bondepige, heltinde og helgen (født 1412) - brændt på bålet.
- 1574 - Karl 9., fransk konge (født 1550).
- 1593 - Christopher Marlowe, engelsk dramatiker (født 1564).
- 1640 - Peter Paul Rubens, flamsk maler (født 1577).
- 1744 - Alexander Pope, engelsk poet (født 1688).
- 1770 - François Boucher, fransk maler (født 1703).
- 1778 - Voltaire, fransk forfatter og filosof (født 1694).
- 1891 - Vilhelmine Marie, dansk prinsesse og hertuginde af Glücksborg (født 1808).
- 1912 - Wilbur Wright, pioneer inden for flyvning (født 1867).
- 1960 - Boris Pasternak, russisk forfatter (født 1890).
- 1964 - Leó Szilárd, ungarsk-amerikansk fysiker (født 1898).
- 1965 - Louis Hjelmslev, dansk sprogvidenskabsmand (født 1899).
- 1967 - Claude Rains, engelsk filmskuespiller (født 1889).
- 1970 - Katy Valentin, dansk skuespiller (født 1902).
- 1971 - Marcel Dupré, fransk komponist (født 1886).
- 1976 - Mitsuo Fuchida, japansk orlogskaptajn (født 1902).
- 1993 - Henry Heerup, dansk maler (født 1907).
- 2004 - Ole Wivel, dansk forfatter (født 1921).
- 2012 - Andrew Huxley, engelsk fysiolog (født 1917).
- 2014 - Henning Carlsen, dansk filminstruktør (født 1927).

|  | Denne datoartikel kan blive bedre, hvis der indsættes et (bedre) billede Du kan hjælpe ved at afsøge Wikimedia Commons for et passende billede eller uploade et godt billede til Wikimedia Commons iht. de tilladte licenser og indsætte det i artiklen. |